# Dominik Schaal
Dominik Schaal (* 25. Juli 1985) ist ein deutscher Fußballschiedsrichter.

## Karriere
Schaal ist DFB-Schiedsrichter für den SV Pfrondorf. Seit der Saison 2013/14 ist er Schiedsrichterassistent in der Bundesliga.
Am 21. Mai 2016 wurde Schaal im DFB-Pokalfinale 2015/16 zwischen dem FC Bayern München und Borussia Dortmund im Team um Hauptschiedsrichter Marco Fritz eingesetzt.
Seit 2020 ist er FIFA-Schiedsrichterassistent und kommt so auch bei internationalen Spielen zum Einsatz.
Schaal ist wohnhaft in Tübingen.